# Monitoreo distribuido de temperatura
Con medición de temperatura por fibra óptica (en ingl. DTS para Distributed Temperature Sensing) se designa el empleo de aparatos optoelectrónicos para medir la temperatura, utilizando fibras de vidrio como sensores lineales. 

## Principios básicos
Los sistemas de fibra óptica son adecuados no sólo para la transmisión de información, sino también como sensores distribuidos localmente. Las magnitudes físicas de medida como la temperatura o las fuerzas de compresión y de tracción pueden influir en las fibra de vidrio y modificar localmente las propiedades de los conductores de luz en la fibra. Como resultado de la atenuación de la luz en las fibras de vidrio de cuarzo producida por la dispersión, se puede determinar el lugar de una influencia física externa, de manera que la guía de ondas de luz se puede utilizar como un sensor lineal. 
El llamado efecto Raman (Chandrasekhara Raman) es especialmente apropiado para la medición de la temperatura con guíaondas de luz de vidrio de cuarzo. En el interior de la fibra de vidrio, la luz se dispersa en fluctuaciones de densidad microscópicas, que son menores que la longitud de onda. En la retrodispersión, junto al coeficiente de dispersión elástica (Dispersión de Rayleigh) en la misma longitud de onda que la luz incidente, también se encuentran componentes adicionales en otras longitudes de onda, que están acoplados a la oscilación molecular y, por tanto, a la temperatura local (Dispersión de Raman).

## Procedimiento de medición
El sistema de medición de temperatura por fibra óptica se basa en un procedimiento de retrodispersión Raman por fibra óptica. El detector de calor (sensor de temperatura) propiamente dicho, es un cable guíaondas fibroóptico sensible al calor y a la radiación. Por medio de un aparato de evaluación (reflectómetro óptico Raman) se pueden determinar con resolución espacial los valores de temperatura en la fibra de vidrio del cable guíaondas. Las guíaondas de luz tienen atenuaciones mínimas. La atenuación mínima posible de las fibras de vidrio está limitada por la dispersión Rayleigh de la luz, causada por la estructura amorfa de la fibra de vidrio. Además de la dispersión de Rayleigh, si se producen influencias térmicas en el material de fibra de vidrio se origina otra dispersión de la luz, la llamada dispersión de Raman. Los cambios de temperatura inducen vibraciones reticulares en la estructura molecular del vidrio de cuarzo. Si la luz incide en estas oscilaciones moleculares estimuladas térmicamente, se produce una interacción entre las partículas de luz (fotones) y los electrones de la molécula. En el guíaondas de luz tiene lugar la dispersión de luz dependiente de la temperatura (dispersión de Raman) que, a diferencia de la luz incidente, se desplaza espectralmente en una cantidad equivalente a la frecuencia de resonancia de la vibración reticular. 
En comparación con la dispersión de Rayleigh, la dispersión de Raman posee un coeficiente de dispersión muy pequeño, prácticamente irrelevante, y no puede medirse con la técnica clásica OTDR. La intensidad de la banda Anti-Stokes depende de la temperatura, mientras que la banda Stokes es prácticamente independiente de ésta. La medición de la temperatura local en un punto cualquiera de la guía de ondas,  resulta de la “proporción de las intensidades de luz Anti-Stokes y Stokes”. Una particularidad de esta técnica de Raman, es la medición directa de la temperatura con una escala Kelvin. Utilizando un procedimiento de retrodispersión óptico Raman, se puede medir la temperatura a lo largo de la fibra de vidrio como una función de lugar y de tiempo. El procedimiento de retrodispersión más conocido es el sistema OTDR (OTDR: Optical Time Domain Reflectometry). Éste trabaja según un procedimiento de eco de impulsos, mediante el que el nivel y el lugar de dispersión se determinan a partir de la diferencia de tiempo de propagación entre la emisión y la detección de los impulsos de luz. En comparación con la luz dispersa de Rayleigh, en la medición de luz dispersa de Raman existe una señal de retrodispersión más pequeña con un factor 1000. Un sensor de temperatura Raman distribuido localmente con la técnica OTDR, por lo tanto, sólo es factible con fuentes de láser pulsado (en láser de estado sólido general) de alta potencia (caras) y con rápidas técnicas de promediación de señal igualmente caras. 
El sensor térmico Raman ‘’OFDR’’ (OFDR, Optical Frequency Domain Reflectometry) desarrollado por la empresa LIOS Technology GmbH, no trabaja como la técnica OTDR en un margen temporal, sino en una gama de frecuencias. El procedimiento OFDR proporciona información sobre el desarrollo térmico local, cuando la señal de dispersión detectada durante el tiempo de medición completo se mide como una función de frecuencia de forma compleja (función compleja de transmisión) y, a continuación, se somete a la transformada de Fourier. Las ventajas fundamentales de la técnica OFDR son el modo prácticamente continuo del láser  y la detección de banda estrecha de la señal óptica de retrodispersión, por lo que se alcanza una relación señal-ruido notablemente más alta que con la técnica por impulsos. Esta ventaja técnica posibilita la aplicación de diodos de láser semiconductorizados económicos y la utilización de módulos electrónicos más económicos para la promediación de señales. Frente a ésta, se encuentra la medición, técnicamente difícil, de la luz dispersa de Raman (medición compleja según cantidad y fase) y un costoso procesado de señal mediante el cálculo de la  FFT, con exigencias más elevadas de linealidad de los módulos electrónicos.
La técnica OTDR es la utilizada por la empresa Sensa, con tiempo de respuesta de medida para 4 km: 7 segundos. Resultados similares son alcanzadas por la tecnología OFDR también.
La rápida respuesta de tiempos permite a esta tecnología cumplir requisitos EN 54 parte 5 y tiene la ventaja que la potencia utilizada <1mW láser infrarrojos(invisible), reduce el riesgo de fallo en su vida de trabajo. Su clasificación Clase I permite ser segura para el ojo mientras que la utilizada por LIOS, Clase 3B puede dañarlo si no se apaga previamente el equipo. La rotura de las fibras puede causar la pérdida de lectura de unos pocos metros mientras que con la técnica de LIOS es más precisa

## Composición del sistema
El sistema de medición de temperatura mediante fibra óptica está compuesto por un aparato de evaluación con generador de frecuencia, una fuente de láser, un módulo óptico, una unidad de microprocesador y receptora, y de un cable guíaondas (fibra de vidrio de cuarzo) como sensor térmico lineal. Según el procedimiento OFDR, la intensidad del láser se modula senoidalmente dentro de un intervalo de tiempo medido y en la frecuencia. El valor de desplazamiento de frecuencia es una medida directa para la resolución local del reflectómetro. La luz de láser modulada en frecuencia se acopla en la guía de ondas fibroóptica. En toda la longitud de la fibra se origina la luz dispersa de Raman, que se irradia en todas direcciones. Una parte de la luz dispersa de Raman llega en sentido inverso al aparato de evaluación. La luz retrodispersada se filtra espectralmente y se convierte en señales eléctricas en los canales de medición por medio de fotodetectores, se amplifica y se procesa electrónicamente. El microprocesador lleva a cabo el cálculo de la transformada de Fourier. Como resultado temporal, se obtienen las curvas de retrodispersión de Raman como función de la longitud del cable. Las amplitudes de estas curvas de retrodispersión son proporcionales a la intensidad de la dispersión de Raman correspondiente. La temperatura de la fibra a lo largo del cable guíaondas resulta de la proporción de las curvas de retrodispersión. Las especificaciones técnicas del sistema de medición de temperatura Raman se pueden optimizar según el uso al que esté destinado, ajustando los parámetros de los aparatos (radio de acción, resolución espacial, precisión de la temperatura, tiempo de medición, etc.). 
El cable guíaondas también puede ser adaptado, mediante variaciones en la estructura de la aplicación correspondiente. La resistencia térmica del revestimiento de la fibra de vidrio limita el margen máximo de temperatura del cable guíaondas. Las fibras estándar para la transmisión de información disponen de un revestimiento de un tipo de acrílico o endurecido por rayos ultravioleta y están diseñados para un margen de temperaturas de hasta unos 80 °C. Con revestimientos de polimida, por ejemplo, los márgenes pueden fijarse hasta un máximo de 400 °C. 

## Ámbitos de aplicación
Las aplicaciones típicas de  los sensores de temperatura lineales de fibra óptica son, por ejemplo, las relevantes para la seguridad como la detección de incendios en túneles de carretera, de ferrocarriles o de servicio, así como en almacenes, hangares de aeropuertos, tanques de cubierta flotante o almacenes temporales con carga radioactiva. Además de la detección de incendios, estos sistemas se comercializan en otros ámbitos de aplicación industriales: 
- Control térmico de cables de energía eléctrica y líneas aéreas para la optimización de los regímenes
- Incremento de la eficiencia de pozos de gas y de petróleo
- Garantía de estados de servicio seguros de hornos industriales de fusión por inducción
- Control de la estanqueidad de contenedores de gas natural licuado en los barcos y terminales de carga
- Detección de fugas en diques y presas
- Control de la temperatura de procesos químicos industriales
- Detección de fugas en oleoductos y gasoductos
- Detección de Incendios en túneles

## Especificaciones y propiedades

### Características del sensor de fibra óptica
- Pasivo e indiferente a la distancia, sin influencia del campo térmico
- Pequeño volumen con poco peso, flexible y fácil de instalar
- Instalación también en lugares a los que no se podrá volver a acceder posteriormente
- Insensibilidad frente a interferencias electromagnéticas
- Sin arrastres de potencial, caminos cerrados a tierra, etc.
- De aplicación en instalaciones con peligro de explosión
- Combinación con tubitos de acero fino: mayor protección mecánica, se puede someter a altas presiones
- Diferentes posibilidades de revestimiento, p. ej., con materiales sin halógenos y poco inflamables, sin problemas de corrosión

### Características de potencia del sistema de medición por fibra óptica
- Medición de temperatura directa en escala Kelvin
- Medición de temperatura distribuida localmente y referida a un tramo, superficie o volumen
- Localización exacta de los puntos con sobrecalentamiento
- Posibilidad de estructura redundante
- Análisis asistido por ordenador así como visualización (parametrización de zonas, valores umbral, funciones de aviso y alarma) y comunicación de datos
- Evaluación de los cambios de temperatura temporales y locales
- Gastos mínimos de mantenimiento: Autocomprobación condicionada por el sistema

### Parámetros típicos de medida de los sistemas de medición de temperatura por fibra óptica
(variable según el ámbito de aplicación)
- Alcance de la medición: Variable, hasta 20 km
- Resolución espacial: Variable, de 3 m a 50 cm
- Resolución de temperatura: Variable, +/- de 2 °C a 0,1 °C
- Tipo de fibras: GI 50/125 o GI 62,5/125 Fibra multimodo
- Interruptor de fibra: Opción de 8 canales por aparato

## Enlaces
- SOLIT - safety of life in tunnels
- Serie informativa de la VDI/VDE Technologiezentrum Informationstechnik GmbH – Bolsa informativa de tecnología de microsistemas
- Publicación de la conferencia internacional sobre detección automática de incendios AUBE04; Universidad de  Duisburg; LIOS Technology GmbH; ingl.
- Supervisión de temperatura permanente de un cable de 220kV XLPE en la ciudad olímpica 2008, Beijing, ingl. (enlace roto disponible en Internet Archive; véase el historial, la primera versión y la última).

- Datos: Q497529